# Štefan Svitek
Štefan Svitek (ur. 23 stycznia 1960 w Podbrezovej, zm. 8 czerwca 1989 w Bratysławie) – słowacki morderca, recydywista, ostatni przestępca stracony w Czechosłowacji przed zniesieniem kary śmierci. 
Na karę śmierci skazany wyrokiem sądu w Bańskiej Bystrzycy za wyjątkowo bestialskie zabójstwo żony i dwójki dzieci, popełnione 30 października 1987 roku. Svitek był alkoholikiem, co było źródłem jego problemów. Często tracił z tego powodu pracę. Feralnego dnia pił alkohol od rana. Gdy wrócił późnym wieczorem do domu, był bardzo agresywny. Przerażona żona schowała się z dziećmi w pokoju. Gdy nie otwierała drzwi, Svitek zniszczył je siekierą. Później zabił całą trójkę tym narzędziem. Następnie zgwałcił martwą żonę, a jej zwłoki zbezcześcił, rozcinając je nożem i wyjmując organy wewnętrzne. Nad ranem poszedł do domu rodziców i przebywał tam do czasu zatrzymania. Sam powiadomił policję o zbrodni po dwóch dniach.